# Loch Lynn Heights
Loch Lynn Heights is een plaats (town) in de Amerikaanse staat Maryland, en valt bestuurlijk gezien onder Garrett County.

## Demografie
Bij de volkstelling in 2000 werd het aantal inwoners vastgesteld op 469.
In 2006 is het aantal inwoners door het United States Census Bureau geschat op 444, een daling van 25 (-5,3%).

## Geografie
Volgens het United States Census Bureau beslaat de plaats een oppervlakte van
0,8 km², geheel bestaande uit land.

## Plaatsen in de nabije omgeving
De onderstaande figuur toont nabijgelegen plaatsen in een straal van 16 km rond Loch Lynn Heights.